# دارکوب سبززرین
دارکوب سبززرین (نام علمی: Piculus chrysochloros) نام یک گونه از تیره دارکوب است.